# سن-ژوزف-دو-لاک، کبک
سن-ژوزف-دو-لاک (به فرانسوی: Saint-Joseph-du-Lac) شهری در منطقه شهری دو-مونتاین ناحیه لورانتید در استان کبک کانادا است. در سرشماری سال ۲۰۱۱ این شهر ۵٬۳۴۸ نفر جمعیت داشته‌است و مساحت آن ۴۰٫۸۱ کیلومتر مربع است.